# Simon Murphy
Simon Francis Murphy (n. 24 februarie 1962) este un om politic britanic, membru al Parlamentului European în perioadele 1994-1999 și 1999-2004 din partea Regatului Unit.
1. 1 2  Deputații în Parlamentul European